# Ismail Mohammed
Ismail Mohammed Sharif (arab. ‏إسماعيل محمد شريف‎; ur. 17 kwietnia 1962) – iracki piłkarz, reprezentant kraju.
W 1986 został powołany przez trenera Evaristo de Macedo na Mistrzostwa Świata 1986, gdzie reprezentacja Iraku odpadła w fazie grupowej. Uczestnik Igrzysk Olimpijskich 1988.